# City of Scars
«City of Scars» (рус. Город шрамов) — короткометражный фильм, фанатская экранизация комиксов про Бэтмена режиссёра Аарона Шёнке.
Через год вышло продолжение «Seeds of Arkham».

## Сюжет
Джокер в очередной раз сбегает из лечебницы Аркхэм, отравив медсестру своим газом смеха. В Готэм-Сити он похищает члена городского совета Джонсона и его малолетнего сына, убив при этом его жену.
Бэтмен начинает охоту на своего заклятого врага. Когда он находит Джонсона мёртвым, герой начинает сомневаться, в том, приносит ли его крестовый поход против преступников пользу или только заставляет их совершать новые злодеяния.
Тёмный рыцарь находит клоуна на карнавале и срывает попытку Джокера взорвать колесо обозрения. Защитник Готэма находит место, где скрывался психопат с мальчиком, но в это время Джонсон-младший убивает своего похитителя из его же пистолета.
Герой размышляет, является ли смерть Джокера шагом к миру в Готэме или знаком того, что ситуация становится только хуже.

## В ролях
| Актёр             | Роль                           |
| ----------------- | ------------------------------ |
| Кевин Портер      | Бэтмен / Брюс Уэйн             |
| Пол Молнар        | Джокер                         |
| Кристофер Паркер  | детектив Криспус Аллен         |
| Кэти Джой Хорвитч | детектив Рене Монтойя          |
| Гай Гранди        | Виктор Зсасз                   |
| Джей Капуто       | Арнольд Вескер / Чревовещатель |
| Мэделинн Рае      | Харлин Квинзель / Харли Квинн  |
| Тесс Килхаммер    | Чёрная канарейка               |

## Съёмки
Режиссёр Аарон Шёнке является давним поклонником Бэтмена, ранее он снял две короткометражки про этого супергероя: «Patient J» в 2005 году и «Batman Legends» в 2006 году.
Бюджет картины составил 27 тысяч долларов, а съёмки продолжались три недели.